# North Randall (Ohio)
North Randall es una villa ubicada en el condado de Cuyahoga en el estado estadounidense de Ohio. En el Censo de 2010 tenía una población de 1027 habitantes y una densidad poblacional de 514,97 personas por km².

## Geografía
North Randall se encuentra ubicada en las coordenadas 41°25′55″N 81°31′49″O / 41.43194, -81.53028. Según la Oficina del Censo de los Estados Unidos, North Randall tiene una superficie total de 1.99 km², de la cual 1.99 km² corresponden a tierra firme y (0.13%) 0 km² es agua.

## Demografía
Según el censo de 2010, había 1027 personas residiendo en North Randall. La densidad de población era de 514,97 hab./km². De los 1027 habitantes, North Randall estaba compuesto por el 10.22% blancos, el 86.27% eran afroamericanos, el 0.88% eran amerindios, el 1.27% eran asiáticos, el 0% eran isleños del Pacífico, el 0.19% eran de otras razas y el 1.17% pertenecían a dos o más razas. Del total de la población el 0.68% eran hispanos o latinos de cualquier raza.